# Fang Island
Fang Island es una banda de rock indie estadounidense, formada en Providence, Rhode Island, y basada en Brooklyn, New York. El grupo tiene como miembros a los guitarristas Jason Bartell, Chris Georges y al baterista Marc St. Sauveur.
- Datos: Q5433782